# Jacopo Bambini
Pour les articles homonymes, voir Bambini (homonymie).
Jacopo Bambini, né en 1582 à Ferrare (Émilie-Romagne, mort à une date imprécise (1622, 1628 ou 1650), est un peintre italien baroque actif à Ferrare au début du XVIIe siècle.

## Biographie
Jacopo Bambini est un peintre italien de la période baroque, actif principalement à Ferrare.
Il est formé avec Domenico Mona. Avec Giulio Croma (Giulio Cromer), il met en place l'académie de peinture à Ferrare. Il peint trois retables de la cathédrale de Ferrare : une Fuite en Égypte, une Annonciation et une Conversion de saint Paul. Une partie de ses œuvres sont visibles à l'exposition Future et Sculpture de Barotti à Ferrare.

## Œuvres
- Trois retables de la cathédrale de Ferrare: Fuite en Égypte, Annonciation, et Conversion de Saint Paul

## Sources
- (en) Cet article est partiellement ou en totalité issu de l’article de Wikipédia en anglais intitulé « Jacopo Bambini » (voir la liste des auteurs).